# Rune Carlstein
Rune Algot Carlstein, född 19 mars 1921 i Oskarshamn, död 6 mars 2004 i Borås Gustav Adolfs församling, var en svensk socialdemokratisk riksdagspolitiker.
Carlstein var riksdagsledamot i andra kammaren 1960–1970 för Älvsborgs läns södra valkrets. Han var också ledamot i den nya enkammarriksdagen från 1971. Han var ordförande i skatteutskottet 1983–1985. Carlstein är gravsatt på S:t Sigrids griftegård i Borås.